# Nathan Barr
Nathan Barr (9 februari 1973) is een Amerikaans filmcomponist.
Barr begon zijn studie met muziek in Tokio (Japan) op zeer jonge leeftijd. Zijn interesse voor muziekinstrumenten was groot. Zijn vader speelde banjo, gitaar en Shakuhachi en zijn moeder speelde koto en piano. Hij ging later ook ongewone muziekinstrumenten verzamelen. Ook ging hij vervolgens studeren aan de Skidmore College in Saratoga Springs (New York) . In de zomer van 1993 toerde hij ook nog door Italië en Zwitserland met het Juilliard Cello Ensemble. In 1996 verhuisde hij naar Los Angeles voor een carrière in de muziek voor televisie en filmproducties. Een van zijn eerste opdrachten was als assistent voor de componist en muziekproducent Hans Zimmer waarmee hij assisteerde aan de filmmuziek voor de films As Good as It Gets en The Prince of Egypt. In 1998 componeerde Barr zijn eerste eigen filmmuziek voor de film Hairshirt. Hij componeerde meerdere malen filmmuziek voor filmmaker Eli Roth, waarvan de bekendste zijn Cabin Fever, Hostel en The Last Exorcism. Barr componeerde ook tussen 2008 en 2014 alle afleveringen van de televisieserie True Blood van producent Alan Ball. Barr ontving in 2013 twee Emmy Award nominaties met televisieseries The Americans en Hemlock Grove.
Barr was enkele jaren getrouwd geweest met de zangeres/songwriter Lisbeth Scott die ook als zangeres heeft meegewerkt aan enkele van zijn soundtracks en die van anderen.

## Filmografie
| Jaar | Titel                                         | Opmerkingen            |
| ---- | --------------------------------------------- | ---------------------- |
| 1998 | Hairshirt                                     |                        |
| 1999 | From Dusk Till Dawn 3: The Hangman's Daughter |                        |
| 1999 | Protect-O-Man                                 |                        |
| 1999 | Crazy Connected Thing                         |                        |
| 2000 | Red Dirt                                      |                        |
| 2000 | Double Down                                   |                        |
| 2001 | Venus and Mars                                |                        |
| 2001 | Going Greek                                   |                        |
| 2001 | Big Time                                      |                        |
| 2002 | Cabin Fever                                   | met Angelo Badalamenti |
| 2003 | Briar Patch                                   |                        |
| 2004 | Club Dread                                    |                        |
| 2004 | Mojave                                        |                        |
| 2005 | 2001 Maniacs                                  |                        |
| 2005 | The Duck of Hazzard                           |                        |
| 2005 | Hostel                                        |                        |
| 2006 | Beerfest                                      |                        |
| 2007 | Grindhouse                                    | segment "Thanksgiving" |
| 2007 | Rise: Blood Hunter                            |                        |
| 2007 | Watching the Detectives                       |                        |
| 2007 | Hostel: Part II                               |                        |
| 2008 | Shutter                                       |                        |
| 2008 | Lost Boys: The Tribe                          |                        |
| 2008 | Tortured                                      |                        |
| 2009 | The Slammin' Salmon                           |                        |
| 2010 | Open House                                    |                        |
| 2010 | The Last Exorcism                             |                        |
| 2011 | The Ledge                                     |                        |
| 2013 | The Big Wedding                               |                        |
| 2015 | The Boy Next Door                             | met Randy Edelman      |
| 2015 | Hollywood Adventures                          |                        |
| 2017 | Flatliners                                    |                        |
| 2018 | The Parting Glass                             |                        |
| 2018 | The Domestics                                 |                        |
| 2018 | The House with a Clock in Its Walls           |                        |
| 2020 | The Turning                                   |                        |
| 2020 | The Hunt                                      |                        |

## Overige producties

### Televisiefilms
| Jaar | Titel         | Opmerkingen |
| ---- | ------------- | ----------- |
| 2000 | The Virginian |             |

### Televisieseries
| Jaar | Titel                | Opmerkingen                  |
| ---- | -------------------- | ---------------------------- |
| 2000 | Fear                 |                              |
| 2001 | Kate Brasher         |                              |
| 2008 | True Blood           | 2008-2014                    |
| 2010 | A Drop of True Blood |                              |
| 2013 | Tumble Leaf          | 2013-2019, met Lisbeth Scott |
| 2013 | Hemlock Grove        | 2013-2015                    |
| 2013 | The Americans        | 2013-2018                    |
| 2015 | Sneaky Pete          | 2015-2017                    |
| 2016 | Greenleaf            |                              |
| 2017 | The Son              |                              |
| 2019 | Fosse/Verdon         |                              |
| 2019 | Carnival Row         |                              |

### Documentaires
| Jaar | Titel              | Opmerkingen |
| ---- | ------------------ | ----------- |
| 1999 | Beyond the Mat     |             |
| 2011 | Hood to Coast      |             |
| 2017 | A Symphony of Hope |             |

### Korte films
| Jaar | Titel               | Opmerkingen |
| ---- | ------------------- | ----------- |
| 1998 | Traveling Companion |             |
| 2005 | My Name Is...       |             |
| 2017 | The Domestics       |             |

### Additionele muziek
| Jaar | Titel      | Opmerkingen        |
| ---- | ---------- | ------------------ |
| 2003 | Open Water | voor Graeme Revell |

## Prijzen en nominaties

### Emmy Awards
| Jaar | Titel         | Categorie         | Uitslag     |
| ---- | ------------- | ----------------- | ----------- |
| 2013 | The Americans | Beste titelmuziek | Genomineerd |
| 2013 | Hemlock Grove | Beste titelmuziek | Genomineerd |